# Italia alla V Universiade
L'Italia ha partecipato alla V Universiade, tenutasi a Tokyo nel 1967, conquistando un totale di diciotto medaglie.

## Medagliere per discipline
| Sport            | Oro | Argento | Bronzo | Totale |
| ---------------- | --- | ------- | ------ | ------ |
| Scherma          | 2   | 3       | 2      | 4      |
| Atletica leggera | 2   | 0       | 5      | 7      |
| Tennis           | 0   | 2       | 1      | 3      |
| Nuoto            | 0   | 0       | 1      | 1      |
| Totale           | 4   | 5       | 9      | 18     |

### Dettaglio
| Sport            | Oro                                                                                          | Argento                                           | Bronzo                                             |
| ---------------- | -------------------------------------------------------------------------------------------- | ------------------------------------------------- | -------------------------------------------------- |
| Scherma          | Arcangelo Pinelli (fioretto)                                                                 | Squadra di fioretto maschile                      | Nicola Granieri (fioretto)                         |
| Scherma          | Squadra di sciabola maschile                                                                 | Nicola Granieri (spada)                           | Mario Aldo Montano (sciabola)                      |
| Scherma          | Cesare Salvadori (sciabola)                                                                  |                                                   |                                                    |
|                  |                                                                                              |                                                   |                                                    |
| Atletica leggera | Eddy Ottoz (110 m hs)                                                                        |                                                   | Ippolito Giani (100 m)                             |
| Atletica leggera | Staffetta 4×100 m maschile (Sergio Bello, Roberto Frinolli, Bruno Bianchi, Gianpaolo Iraldo) | Ippolito Giani (200 m)                            |                                                    |
| Atletica leggera | Sergio Bello (400 m)                                                                         |                                                   |                                                    |
| Atletica leggera | Gianni Del Buono (1550 m)                                                                    |                                                   |                                                    |
| Atletica leggera | Giuseppe Gentile (salto triplo)                                                              |                                                   |                                                    |
|                  |                                                                                              |                                                   |                                                    |
| Tennis           |                                                                                              | Monica Giorgi Alessandra Gobbo (doppio femminile) | Stefano Gaudenzi Giordano Maioli (doppio maschile) |
| Tennis           | Monica Giorgi Giordano Maioli (doppio misto)                                                 |                                                   |                                                    |
|                  |                                                                                              |                                                   |                                                    |
| Nuoto            |                                                                                              |                                                   | Staffetta 4x100 mSL femminile                      |